# Гантленд (Теннессі)
Гантленд (англ. Huntland) — місто (англ. town) в США, в окрузі Франклін штату Теннессі. Населення — 886 осіб (2020).

## Географія
Гантленд розташований за координатами 35°3′29″ пн. ш. 86°16′9″ зх. д. / 35.05806° пн. ш. 86.26917° зх. д. (35.057997, -86.269087).  За даними Бюро перепису населення США в 2010 році місто мало площу 3,76 км², уся площа — суходіл.

## Демографія
Згідно з переписом 2010 року, у місті мешкали 872 особи в 354 домогосподарствах у складі 251 родини. Густота населення становила 232 особи/км².  Було 397 помешкань (105/км²).
Расовий склад населення:
| - 95,1 % — білих - 1,9 % — чорних або афроамериканців - 0,5 % — корінних американців - 0,1 % — азіатів - 1,6 % — осіб інших рас |

До двох чи більше рас належало 0,8 %. Частка іспаномовних становила 3,9 % від усіх жителів.
За віковим діапазоном населення розподілялося таким чином: 23,3 % — особи молодші 18 років, 57,5 % — особи у віці 18—64 років, 19,2 % — особи у віці 65 років та старші. Медіана віку мешканця становила 39,7 року. На 100 осіб жіночої статі у місті припадало 87,5 чоловіків;  на 100 жінок у віці від 18 років та старших — 87,9 чоловіків також старших 18 років.
Середній дохід на одне домашнє господарство  становив 47 598 доларів США (медіана — 37 679), а середній дохід на одну сім'ю — 59 208 доларів (медіана — 52 981). Медіана доходів становила 37 375 доларів для чоловіків та 30 648 доларів для жінок. За межею бідності перебувало 10,8 % осіб, у тому числі 6,8 % дітей у віці до 18 років та 11,8 % осіб у віці 65 років та старших.
Цивільне працевлаштоване населення становило 327 осіб. Основні галузі зайнятості: виробництво — 37,9 %, освіта, охорона здоров'я та соціальна допомога — 15,3 %, роздрібна торгівля — 9,5 %, публічна адміністрація — 7,0 %.